# Przynęty
Przynęty (ang. Decoys) – kanadyjski horror z 2004  roku. 

## Treść
Dwóch kolegów z koledżu, Luke i Roger nigdy nie miało powodzenia u dziewczyn. Obaj marzą by jak najszybciej stracić dziewictwo. Pewnego dnia poznają dwie blond piękności - Lilly i Constance, które wydają się nimi zainteresowane. Jednak ich radość zmienia się w niepokój, kiedy odkrywają, że dziewczyny nie są do końca tym, czym się wydają. Ci którzy się z nimi wcześniej zadawali zostają znalezieni martwi, zamrożeni na śmierć. Wszystko wskazuje na to, że tajemnicze blondynki mają z tym coś wspólnego, i że nie pochodzą z naszej planety.

## Obsada
- Corey Sevier - Luke Callahan
- Elias Toufexis - Roger
- Stefanie von Pfetten - Lilly
- Kim Poirier - Constance
- Meghan Ory - Alex
- Ennis Esmer –  Gibby
- Krista Morin - Vikki Vickers
- Marc Trottier - Bobby Johnson
- Carrie Colak - Natasha
- Sarah Smyth - Rosedale Princess
- Leah Graham - Melody
- Richard Burgi - detektyw Francis Kirk
- Nicole Eggert - detektyw Amanda Watts